# Shiroishi (Miyagi)
Shiroishi (白石市 Shiroishi-shi?) es una ciudad localizada en la prefectura de Miyagi, Japón. En octubre de 2018 tenía una población de 33.904 habitantes y una densidad de población de 118 personas por km². Su área total es de 286,48 km².

## Geografía

### Municipios circundantes
- Prefectura de Miyagi
  - Shiroishi
  - Watari
  - Yamamoto
  - Wakuya
  - Shibata
- Prefectura de Fukushima
  - Fukushima
  - Date
  - Kunimi
  - Koori

## Demografía
Según datos del censo japonés, la población de Shiroishi ha disminuido en los últimos años.
| Año del censo | Población |
| ------------- | --------- |
| 1995          | 41.852    |
| 2000          | 40.793    |
| 2005          | 39.492    |
| 2010          | 37.422    |
| 2015          | 35.272    |